# Alfred von Glehn
Alfred Constantin Edmundowitsch von Glehn (in lingua russa Альфред Константин Эдмундович фон Глен; Tallinn, 18 gennaio 1858 – Berlino, 1927) è stato un violoncellista, direttore d'orchestra e docente tedesco, nato nell'attuale Estonia.

## Biografia
Figlio di Arztes Edmund Theophil von Glehn (1800–1884) e cugino dell'ingegnere britannico Alfred de Glehn, studiò (1877–1881) al conservatorio di San Pietroburgo Violoncello con Karl Jul'evič Davydov. Suonò poi nell'orchestra dell'Opera Italiana di San Pietroburgo. Fu un virtuoso di violoncello e si esibì come solista a Lipsia, Dresda, Vienna, Parigi e Londra. Suonò in trio con Taneev, Ziloti, Safonov, Auer e Hřímalý.
Nella scuola di musica di Charkiv, von Glehn insegnò (1884–1890) violoncello, contrabbasso o musica da camera. Nel 1888 organizzò un'orchestra sinfonica con gli studenti dell'Università di Charkiv della quale divenne il direttore d'orchestra|direttore. Nel 1890 per interessamento di Safonows venne nominato professore al conservatorio di Mosca dove insegnò violoncello e musica da camera divenendo poi assistente del direttore e componente del I.R.M.O.-Quartetts. I metodi di insegnamento di von Glehn vennero poi adottati anche da Rostropovich.
Nel 1921 lasciò Mosca e si stabilì a Tallinn dove operò come insegnante e virtuoso. Nel 1925 si trasferì a Berlino dove insegnò al Conservatorio Klindworth-Scharwenka.
Tra gli allievi più importanti di von Glehn vi furono Michail Evseevič Bukinik, Anna Saulowna Ljuboschiz, Konstantin Aleksandrovich Minjar-Belorutschew, Kazimierz Wiłkomirski, Grigorij Pavlovič Pjatigorskij e Aleksandr Abramovič Krejn.